# Grazer Burg

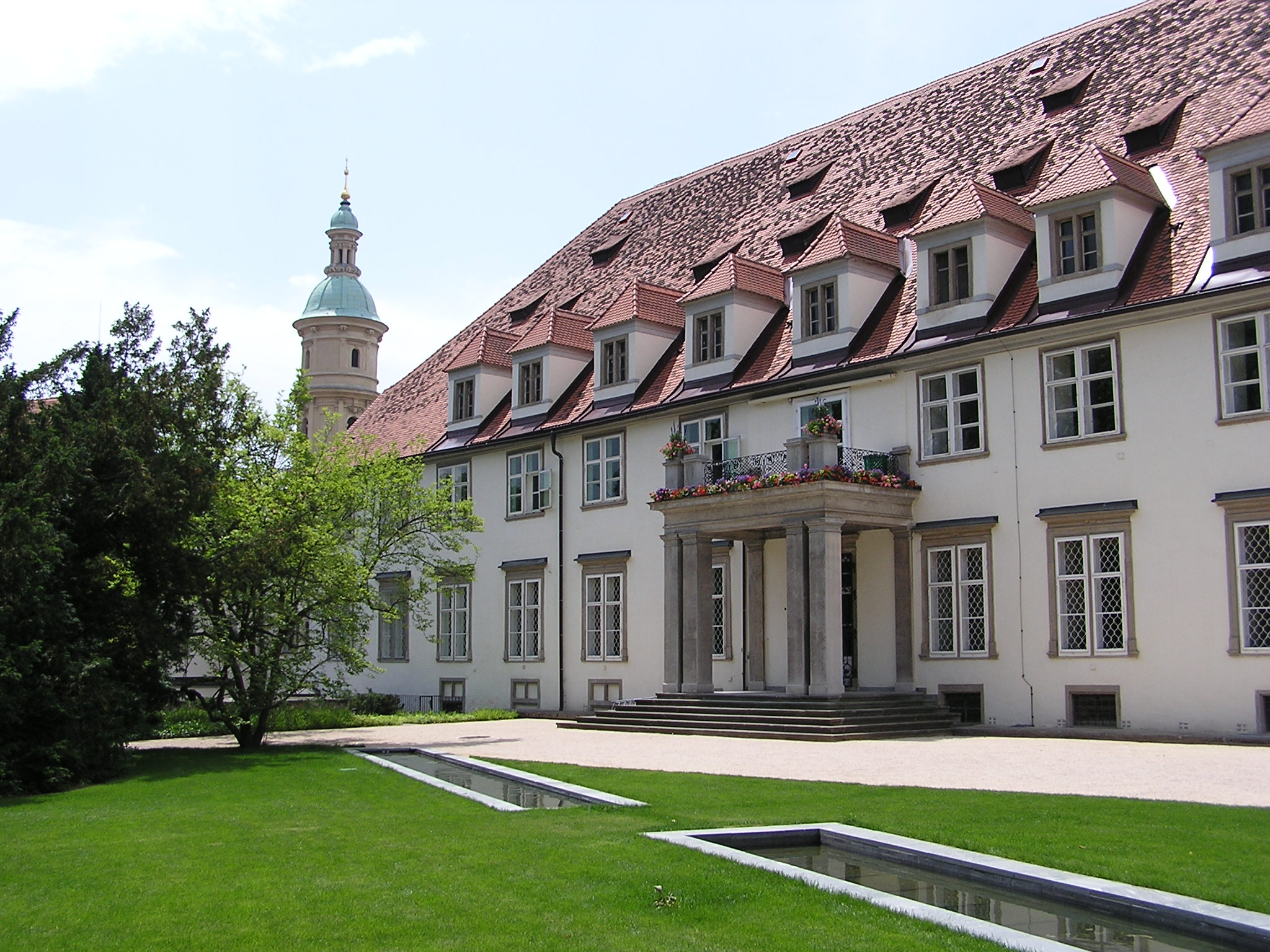

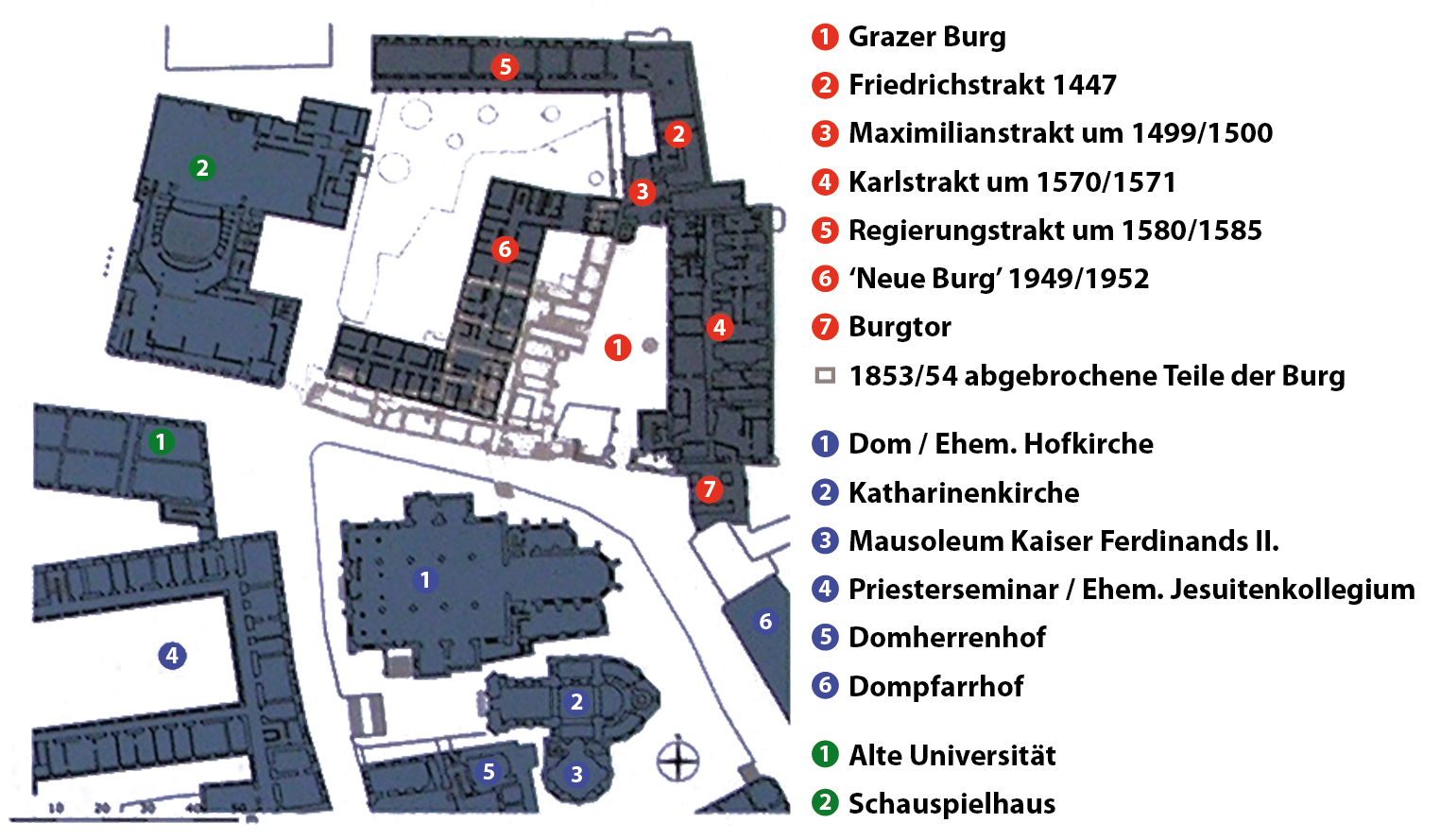

Grazer Burg är stadsborgen i Graz (Österrike). 
Borgen som har anor tillbaka i medeltiden uppfördes på 1400-talet av kejsar Friedrich III som under långa tider residerade i Graz. Borgen ligger vid stadsmuren längs vilken en hemlig värngång ledde upp till fästningen på slottsberget. Tillbyggnader gjordes under kejsar Maximilian I på 1510-talet, av ärkehertig Karl på 1570-talet och av kejsar Ferdinand II i början på 1600-talet. I den äldsta delen befinner sig en mycket sällsynt gotisk dubbelspiraltrappa från omkring 1499.
Borgen inhyser idag regeringen för delstaten Steiermark. 
Intill borgen står en av stadens två bevarade stadsportar, det s.k. Burgtor i gotisk stil från 1200-talet. Mitt emot borgen ligger domkyrkan med Ferdinand IIs mausoleum.